# Гірнича промисловість Буркіна-Фасо
Гірничодобувна́ промисло́вість Буркіна́-Фасо́ сконцентрована на розробці великих родовищ золота (щорічно добувається до 3 т). У невеликих кількостях ведеться видобуток сурми і мармуру. На крайньому північному сході країни, поблизу кордону з Малі і Нігером, виявлені поклади марганцевої руди (бл. 14 млн т), які через погано розвинену транспортну інфраструктуру в районі родовища поки не розробляються.
Фірма Perkoa володіє в Буркіна Фасо ресурсами цинку: 6 млн т, сер. вміст 18 % Zn, і 880,0 тис.т з 14.8 % Zn. У 2001 році компанія виявила готовність до видобутку цинкових руд.
Буркіна-Фасо віднесена до категорії «сенситивних» щодо експорту алмазів, тобто країн до яких потрібна підвищена увага. Країнам-імпортерам рекомендовано ретельно перевіряти експортні документи на алмази з цих країн і у разі виникнення сумнівів в походженні алмазів затримувати їх для перевірки.